# Los dioses de los griegos
Los dioses de los griegos (en alemán Die Götter - und Menschheitsgeschichten) es una obra sobre mitología griega publicada en 1951 por el filólogo, helenista y mitógrafo húngaro Károly Kerényi.
Es el primer volumen de la obra completa Die Mythologie der Griechen (La mitología de los griegos), siendo el segundo Die Heroen der Griechen (Los héroes de los griegos) (1958).

## Contenido
Este libro tiene su origen en la convicción de Kerényi de que había llegado el momento de escribir una mitología griega que no estuviera destinada a especialistas en estudios clásicos, historia de las religiones o etnología, tampoco a los niños, sino a aquellos adultos que desearan conocer, más allá de su carácter narrativo, el profundo significado psicológico de los mitos.
Haciendo acopio de una gran cantidad de fuentes, Kerényi nos ofrece una diáfana y a la vez erudita exposición de los mitos griegos más relevantes: la compleja genealogía de las divinidades primordiales, como Océano, la Noche y el Caos, y de los titanes; las diosas olímpicas, entre ellas Afrodita bajo sus diversos aspectos; Zeus y todas sus esposas; Metis y Palas Atenea; Apolo y Ártemis; Hermes, Pan y las Ninfas; Posidón y sus mujeres; el Sol y la Luna; Prometeo y la raza humana; los dioses ctónicos Hades y Perséfone, o el inefable misterio de Dionisos.

## Edición en castellano
- Kerényi, Károly (2021, 2023). Los dioses de los griegos (Segunda edición). Prólogo Luis Alberto de Cuenca, traducción revisada Jaime López-Sanz. Colección Imaginatio vera 141, cartoné, 368 páginas. Vilaür: Ediciones Atalanta. ISBN 978-84-122130-3-4.
- – (1997). Los dioses de los griegos. Traducción Jaime López-Sanz. Caracas: Monte Ávila Editores. ISBN 978-980-01-0931-1.

- Datos: Q5980806